# Clematis bowkeri
Clematis bowkeri là một loài thực vật có hoa trong họ Mao lương. Loài này được Burtt Davy ex W.T.Wang mô tả khoa học đầu tiên năm 2004.